# Calle Valle (Sevilla)
La calle Valle es una vía pública de la ciudad española de Sevilla.

## Descripción
La vía discurre desde la calle Puñonrostro hasta la confluencia de Cristo de las Cinco Llagas con Mateos. Debe el título al convento de Nuestra Señora del Valle. Aparece descrita en la Noticia histórica del origen de los nombres de las calles de esta ciudad de Sevilla (1839) de Félix González de León con las siguientes palabras:

Calle del Valle. Corresponde al cuartel D. y à la parroquia de san Roman: he leido que tomó este nombre de un arbolado que habia en este sitio que llamaban el Valle; pero la casualidad de estar en él el convento de padres Franciscanos de nuestra señora del Valle, me hace dudar si la calle tomó el nombre del convento, ó el convento de la calle ó del sitio en que se fundó. Un famoso y célebre milagro que hizo nuestra señora en una imágen que tenia en su casa, en este sitio una muger de Ecija, cuya imágen no sè bien si tenia la advocacion del Valle, ó si por haber hecho este milagro; (que en este caso deberá llamarse esta imágen de nuestra señora del Valle de Sevilla), por fin, el milagro fué que un niño que la muger tenia por un descuido cayó en el pozo de su casa, y las aguas se levantaron hasta el brocal, hechando fuera al niño á presencia de innumerables testigos. Este milagro movió á la piadosa muger, á que con sus rentas, y en su propia casa fundase un convento de monjas Dominicas con la advocacion del Valle, (y sigo en mi duda del motivo de esta advocacion) el mismo año que sucedió el milagro que fué el de 1403. Permaneció este convento en pobreza, hasta el año de 1507, en que no pudiendo subsistir, se disolvió pasando á otros conventos sus religiosas; y este lo ocuparon las beatas de santa Catalina de la penitencia, que era uno de los emparedamientos antiguos, de gran virtud y estimacion que tambien seguia la regla de santo Domingo. Pero tampoco pudieron permanecer, y tuvieron que abandonarlo. Entonces entraron á habitarlo los religiosos Terceros de san Francisco recien venidos á Sevilla, mas tambien tuvieron que dejar la empresa, y últimamente en 1567, se le entregó y entraron en él los religiosos Franciscos Menores Observantes que labraron y ampliaron mejor convento y magnífica iglesia, y permanecieron tránsquilos hasta el año de 1810, que por la invasion de los franceses fueron esclaustrados, y el convento è iglesia todo destruido. Pero pasada aquella época se renovó y estrenó en 1814, desde cuyo tiempo continuaron hasta la esclaustracion general de 1835, quedando su iglesia de uso para el servicio de aquel barrio y el convento arrendado à vecinos. La calle es muy ancha, pero corta, pasa desde la de Butron, al muro de la puerta del Osario.
(González de León, 1839, pp. 443-444)